# Jeremy Bulloch

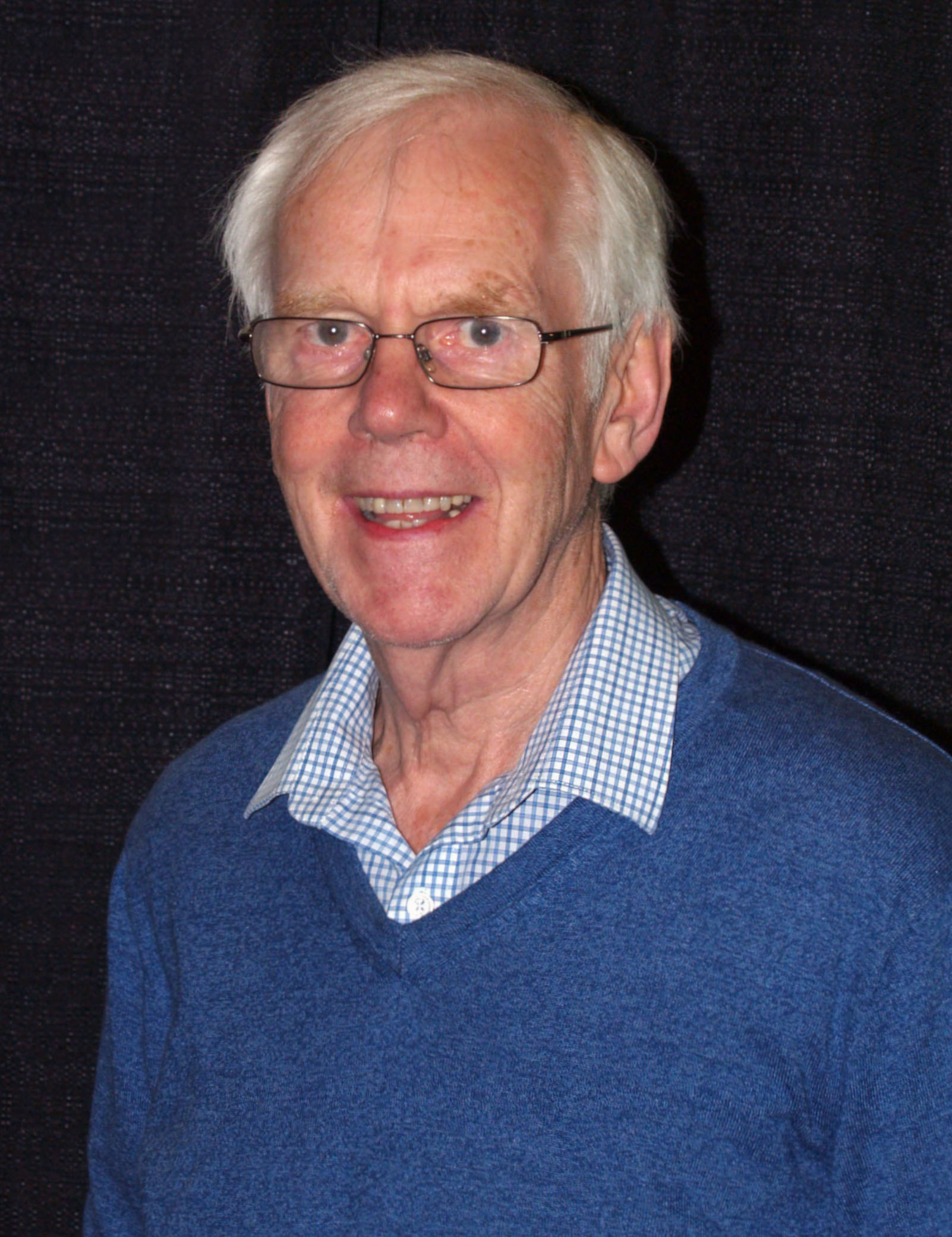
Jeremy Bulloch (2016)

Jeremy Bulloch (* 16. Februar 1945 in Market Harborough, Leicestershire; † 17. Dezember 2020 in London) war ein britischer Schauspieler. Eine seiner bekanntesten Rollen war die des Boba Fett aus Star Wars. Ebenso wurde er durch sein Mitwirken in der Serie Doctor Who bekannt.

## Biografie

### Karriere
Bulloch wurde 1945 als eines von sechs Kindern in Market Harborough, einer Stadt in der englischen Grafschaft Leicestershire, geboren. Bereits im Alter von fünf Jahren stand er das erste Mal auf der Bühne im Rahmen eines Schulprogramms. Nachdem er mit elf Jahren eine Prüfung nicht bestanden hatte, trat er in die Corona Academy Drama School ein. Ein Jahr später war er das erste Mal in einer Werbung für Frühstücksflocken zu sehen.
1963 gelang ihm der Durchbruch mit Holiday für dich und mich. Nachdem er 1969 in Madrid die Hauptrolle für das Musical Las leandras übernommen hatte, folgten die Filme The Virgin and the Gypsy (1970) und Maria Stuart, Königin von Schottland (1971). In drei James-Bond-Filmen übernahm Bulloch eine Nebenrolle; in zwei davon assistierte er als Smithers dem Quartiermeister Q.
Schließlich wurde ihm 1980 die Rolle des Boba Fett in Das Imperium schlägt zurück angeboten, die er ebenso drei Jahre später in der Fortsetzung Die Rückkehr der Jedi-Ritter übernahm. In Das Imperium schlägt zurück sprach er die Figur nicht selbst, sondern wurde von Jason Wingreen synchronisiert. Dessen Stimme wurde wiederum 2004 in der Neuveröffentlichung des Films durch die von Temuera Morrison ersetzt. Kurz darauf wurde die Fernsehserie Robin Hood ausgestrahlt, in der Bulloch Edward of Wickham wiederkehrend verkörperte. Sein Sohn Robbie Bulloch spielte ebenfalls eine Rolle in der Serie. Mit Doctor Who erlangte er ebenfalls einige Bekanntheit. Sein Schaffen für Film und Fernsehen umfasst mehr als 100 Produktionen,.
Seine Rolle des Boba Fett brachte Bulloch auch in der 2005 gedrehten dritten Episode von Star Wars einen Auftritt ein. Nachdem er schon bei Das Imperium schlägt zurück die Nebenfigur des imperialen Offiziers Sheckil gespielt hatte, trat er jetzt als Kapitän Colton auf. In diesen beiden Rollen war – anders als bei Boba Fett, der einen Helm trug – Bullochs Gesicht zu sehen. Da hier jedoch mehr als zwanzig Jahre dazwischen lagen, fiel sein mehrfaches Mitwirken kaum auf. Bei Episode III stand er gemeinsam mit Morrison am Set, der Bobas Vater Jango gespielt hatte und Bulloch selbst seine Stimme geliehen hatte.

### Privatleben
Bulloch war mit seiner Frau Maureen verheiratet und lebte mit ihr in London. Seine Schwester Sally und sein Sohn Robbie sind ebenfalls Schauspieler. Er hat noch zwei weitere Söhne. Sein Halbbruder Robert Watts war an der Produktion aller Teile der sogenannten Klassischen Trilogie von Star Wars beteiligt und spielte selbst die Rolle des imperialen Leutnants Watts.
Mit der Figur des Boba Fett erhielt Bulloch hohe Bekanntheit und dementsprechend etliche Fanpost. Diese versuchte er stets persönlich zu beantworten.
Die Star-Wars-Fanvereinigung 501st Legion nahm Bulloch 2002 als Ehren- und ab 2009 als offizielles Mitglied auf. Er trat gemeinsam mit einigen ebenfalls an den Filmen Beteiligten an Veranstaltungen der Organisation auf und bediente sich dabei regelmäßig seines Boba Fett-Kostüms.
Er starb am 17. Dezember 2020 im Alter von 75 Jahren an den Folgen seiner Parkinson-Krankheit.

## Filmografie (Auswahl)

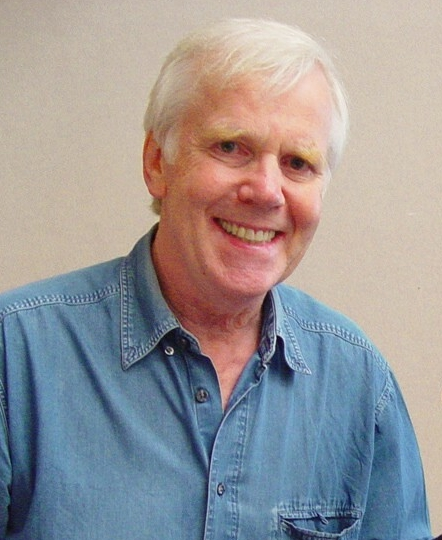
Jeremy Bulloch (2006)

- 1959: Ist ja irre – Lauter liebenswerte Lehrer (Carry On Teacher)
- 1961: Versuchung auf der Schulbank (Spare the Rod)
- 1962: Play It Cool
- 1962: Im Namen des Teufels
- 1963: Holiday für dich und mich (Summer Holiday)
- 1965;1974: Doctor Who (Fernsehserie, 7 Folgen)
- 1966: The Idol
- 1970: The Virgin and the Gypsy
- 1971: Maria Stuart, Königin von Schottland (Mary, Queen of Scots)
- 1976: Die kleinen Pferdediebe (Escape from the Dark)
- 1977: James Bond 007 – Der Spion, der mich liebte (The Spy Who Loved Me)
- 1980: Das Imperium schlägt zurück (The Empire Strikes Back)
- 1981: James Bond 007 – In tödlicher Mission (For Your Eyes Only)
- 1982: Return of the Ewok (Kurzfilm)
- 1983: James Bond 007 – Octopussy (Octopussy)
- 1983: Die Rückkehr der Jedi-Ritter (Return of the Jedi)
- 1984–1986: Robin Hood (Robin of Sherwood, Fernsehserie, 8 Folgen)
- 2005: Star Wars: Episode III – Die Rache der Sith (Star Wars: Episode III – Revenge of the Sith)